# Иваница Симеонов
Иваница Симеонов е български политик, лидер на Консервативната партия в Русе.
Постоянно критикуван в опозиционния печат, както относно събираните такси и данъци от населението, така и от опитите му да организира публична дискусия по проектите за благоустройствения план на Русе. Въпреки това Иваница Симеонов е избран за депутат в III обикновено народно събрание и става негов подпредседател. Ангажираността му като депутат дава отражение на работата на градската община особено по отношение на благоустройството и решаването на комунално-битовите нужди на населението. В същото време обаче използва активно парламентарните си връзки за радикално и цялостно удовлетворяване на най-трудните проблеми на Русе. Водят се неуспешни преговори с чужди банки за сключване на заем за финансиране на строителните планове на управата. На проведените през лятото на 1883 г. градско-общински избори победа печели либералната опозиция и в началото на септември кметът подава оставка пред министъра на външните работи.